# Not Scientists
Not Scientists est un groupe français de rock, originaire de Lyon, dans le Rhône.

## Histoire
Not Scientists est formé en 2012, à Lyon, dans le Rhône, par le trio Jim, Ed et Le Bazile (membres d'Uncommonmenfrommars et de No Guts No Glory). À leurs débuts, Le Bazile passe derrière les fûts et Jim à la guitare, puis le trio recrute le bassiste Thibault Gillard. Le groupe s'attèle à enregistrer des morceaux puis sort son premier EP Leave Stickers on our Graves le 6 février 2014,, mixé par Jamie McMann (NOFX, Dead to Me, Swingin' Utters). L'EP attire un certain intérêt de la presse spécialisée française et internationale. Une tournée est ensuite programmée à travers l'Europe et le Canada avec notamment un passage au Pouzza Fest de Montréal, au Québec.
Le groupe sort son premier album studio, Destroy to Rebuild au label Kicking Records, le 6 mars 2015. Il contient les deux singles Dopo Just Break Me et Tomorrow's Another Day. En soutien à l'album, le groupe tourne en octobre 2015 aux États-Unis aux côtés de Masked Intruder et The Copyrights. Trois ans plus tard, en 2018, ils sortent leur deuxième album, Golden Staples,.
En 2023, ils sortent leur troisième album, Staring at the Sun, qui attire aussi l'intérêt de la presse spécialisée,,. L'album contient les singles Like God We Feast et Rattlesnake.

## Style musical
Pour French-metal.com, le style musical du groupe rappelle celui d'autres groupes comme Buzzcocks, The Briefs, Hot Water Music et Superchunk.

## Discographie
- 2014 : Leave Stickers on our Graves (EP et album, Delete Your Favorite Records)
- 2015 : Destroy to Rebuild (Kicking Records)
- 2018 : Golden Staples (Kidnap Music, Rookie Records, Cargo Records)
- 2023 : Staring at the Sun (Kicking Records)